# Паленке (Паленке, Чијапас)
Паленке (шп. Palenque) насеље је у Мексику у савезној држави Чијапас у општини Паленке. Насеље се налази на надморској висини од 60 м.

## Становништво
Према подацима из 2010. године у насељу је живело 42947 становника.

### Хронологија
| Година       | 2000                  | 2005                  | 2010                  |
| ------------ | --------------------- | --------------------- | --------------------- |
| Становништво | 29779 (14491 / 15288) | 37301 (17954 / 19347) | 42947 (20625 / 22322) |

### Попис
| \| \| м \| \| \| ж \| \| 0—2 \| 1.427 \| \| \| 1.383 \| \| 3—5 \| 1.381 \| \| \| 1.319 \| \| 6—11 \| 2.703 \| \| \| 2.598 \| \| 12—14 \| 1.265 \| \| \| 1.282 \| \| 15—17 \| 1.421 \| \| \| 1.497 \| \| 18—24 \| 2.783 \| \| \| 3.371 \| \| 60+ \| 1.073 \| \| \| 1.103 \| \| Просек : \| 26,8 \| \| \| 27,6 \| |       |  |  |       |
| |       |  |  |       |
| | м     |  |  | ж     |
| 0—2 | 1.427 |  |  | 1.383 |
| 3—5 | 1.381 |  |  | 1.319 |
| 6—11 | 2.703 |  |  | 2.598 |
| 12—14 | 1.265 |  |  | 1.282 |
| 15—17 | 1.421 |  |  | 1.497 |
| 18—24 | 2.783 |  |  | 3.371 |
| 60+ | 1.073 |  |  | 1.103 |
| Просек : | 26,8  |  |  | 27,6  |

| #   | Индикатор                                                                                        | Вредност |
| --- | ------------------------------------------------------------------------------------------------ | -------- |
| 1   | Становништво од 0 до 2 године                                                                    | 2810     |
| 2   | Мушко становништво од 0 до 2 године                                                              | 1427     |
| 3   | Женско становништво од 0 до 2 године                                                             | 1383     |
| 4   | Становништво са 3 и више година                                                                  | 39857    |
| 5   | Мушко становништво са 3 и више година                                                            | 19059    |
| 6   | Женско становништво са 3 и више година                                                           | 20798    |
| 7   | Становништво са 5 и више година                                                                  | 38040    |
| 8   | Мушко становништво са 5 и више година                                                            | 18135    |
| 9   | Женско становништво са 5 и више година                                                           | 19905    |
| 10  | Становништво са 12 и више година                                                                 | 31856    |
| 11  | Мушко становништво са 12 и више година                                                           | 14975    |
| 12  | Женско становништво са 12 и више година                                                          | 16881    |
| 13  | Становништво са 15 и више година                                                                 | 29309    |
| 14  | Мушко становништво са 15 и више година                                                           | 13710    |
| 15  | Женско становништво са 15 и више година                                                          | 15599    |
| 16  | Становништво са 18 и више година                                                                 | 26391    |
| 17  | Мушко становништво са 18 и више година                                                           | 12289    |
| 18  | Женско становништво са 18 и више година                                                          | 14102    |
| 19  | Становништво од 3 до 5 година                                                                    | 2700     |
| 20  | Мушко становништво од 3 до 5 година                                                              | 1381     |
| 21  | Женско становништво од 3 до 5 година                                                             | 1319     |
| 22  | Становништво од 6 до 11 година                                                                   | 5301     |
| 23  | Мушко становништво од 6 до 11 година                                                             | 2703     |
| 24  | Женско становништво од 6 до 11 година                                                            | 2598     |
| 25  | Становништво од 8 до 14 година                                                                   | 6013     |
| 26  | Мушко становништво од 8 до 14 година                                                             | 2981     |
| 27  | Женско становништво од 8 до 14 година                                                            | 3032     |
| 28  | Становништво од 12 до 14 година                                                                  | 2547     |
| 29  | Мушко становништво од 12 до 14 година                                                            | 1265     |
| 30  | Женско становништво од 12 до 14 година                                                           | 1282     |
| 31  | Становништво од 15 до 17 година                                                                  | 2918     |
| 32  | Мушко становништво од 15 до 17 година                                                            | 1421     |
| 33  | Женско становништво од 15 до 17 година                                                           | 1497     |
| 34  | Становништво од 18 до 24 године                                                                  | 6154     |
| 35  | Мушко становништво од 18 до 24 године                                                            | 2783     |
| 36  | Женско становништво од 18 до 24 године                                                           | 3371     |
| 37  | Женско становништво од 15 до 49 година                                                           | 13237    |
| 38  | Становништво са 60 и више година                                                                 | 2176     |
| 39  | Мушко становништво са 60 и више година                                                           | 1073     |
| 40  | Женско становништво са 60 и више година                                                          | 1103     |
| 41  | Однос између мушкараца и жена                                                                    | 92.4     |
| 42  | Становништво од нуле до 14 година                                                                | 13358    |
| 43  | Становништво од 15 до 64 године                                                                  | 27924    |
| 44  | Становништво од 65 година и више                                                                 | 1385     |
| 45  | Просечан број деце                                                                               | 2.02     |
| 46  | Становништво рођено у ентитету                                                                   | 36916    |
| 47  | Мушко становништво рођено у ентитету                                                             | 17590    |
| 48  | Женско становништво рођено у ентитету                                                            | 19326    |
| 49  | Становништво рођено у другом ентитету                                                            | 5482     |
| 50  | Мушко становништво рођено у другом ентитету                                                      | 2772     |
| 51  | Женско становништво рођено у другом ентитету                                                     | 2710     |
| 52  | Становништво од 5 година и више резидентно у ентитету у јуну 2005. године                        | 36621    |
| 53  | Мушко становништво старосног доба од 5 година и више, резидентно у ентитету у јуну 2005. године  | 17386    |
| 54  | Женско становништво старосног доба од 5 и више година, резидентно у ентитету у јуну 2005. године | 19235    |
| 55  | Становништво од 5 година и више које је живело у другом ентитету у јуну 2005. године             | 1044     |
| 56  | Мушко становништво старије од 5 година које је живело у другом ентитету у јуну 2005. године      | 549      |
| 57  | Женско становништво старије од 5 година које је живело у другом ентитету у јуну 2005. године     | 495      |
| 58  | Становништво од 3 године и више које говори аутохтони језик                                      | 7716     |
| 59  | Мушко становништво старо 3 године и више које говори аутохтони језик                             | 3524     |
| 60  | Женско становништво старо 3 године и више које говори аутохтони језик                            | 4192     |
| 61  | Становништво од 3 године и више које говори аутохтони језик и не говори шпански језик            | 202      |
| 62  | Мушко становништво старо 3 године и више које говори аутохтони језик и не говори шпански         | 32       |
| 63  | Женско становништво старо 3 године и више које говори аутохтони језик и не говори шпански језик  | 170      |
| 64  | Становништво старо 3 године и више које говори аутохтони језик и шпански                         | 7265     |
| 65  | Мушко становништво старо 3 године и више које говори аутохтони језик и шпански                   | 3375     |
| 66  | Женско становништво старо 3 године и више које говори аутохтони језик и шпански                  | 3890     |
| 67  | Становништво од 5 година и више које говори аутохтони језик                                      | 7590     |
| 68  | Становништво од 5 година и више које говори аутохтони језик и не говори шпански језик            | 193      |
| 69  | Становништво од 5 година и више које говори аутохтони језик и говори шпански језик               | 7156     |
| 70  | Становништво у домородачким домаћинствима                                                        | 13388    |
| 71  | Становништво са ограничењима у активностима                                                      | 1010     |
| 72  | Становништво са ограниченим ходањем или кретањем, горе или доле                                  | 450      |
| 73  | Становници са ограничењима вида, чак и уз кориштење сочива                                       | 315      |
| 74  | Становништво са ограничењима говора, комуникације или конверзације                               | 133      |
| 75  | Становништво са ограниченим слухом                                                               | 67       |
| 76  | Становништво са ограничењима при одевању, купању или јелу                                        | 55       |
| 77  | Становништво са ограничењима у опажању или учењу једноставних ствари                             | 32       |
| 78  | Становништво са менталним ограничењима                                                           | 134      |
| 79  | Становништво без ограничења активности                                                           | 41269    |
| 80  | Становништво од 3 до 5 година које не похађа школу                                               | 1028     |
| 81  | Мушко становништво од 3 до 5 година које не похађа школу                                         | 518      |
| 82  | Женско становништво од 3 до 5 година које не похађа школу                                        | 510      |
| 83  | Становништво од 6 до 11 година које не похађа школу                                              | 165      |
| 84  | Мушко становништво од 6 до 11 година које не похађа школу                                        | 82       |
| 85  | Женско становништво од 6 до 11 година које не похађа школу                                       | 83       |
| 86  | Становништво од 12 до 14 година које не похађа школу                                             | 184      |
| 87  | Мушко становништво од 12 до 14 година које не похађа школу                                       | 84       |
| 88  | Женско становништво од 12 до 14 година које не похађа школу                                      | 100      |
| 89  | Становништво од 15 до 17 година похађа школу                                                     | 2243     |
| 90  | Мушко становништво од 15 до 17 година похађа школу                                               | 1106     |
| 91  | Женско становништво између 15 и 17 година живота у школи                                         | 1137     |
| 92  | Становништво од 18 до 24 године похађа школу                                                     | 1622     |
| 93  | Мушко становништво од 18 до 24 године похађа школу                                               | 846      |
| 94  | Женско становништво од 18 до 24 године похађа школу                                              | 776      |
| 95  | Становништво од 8 до 14 година које не може да чита и пише                                       | 232      |
| 96  | Мушко становништво старосног доба од 8 до 14 година које не може да чита и пише                  | 132      |
| 97  | Женско становништво старосног доби од 8 до 14 година које не може да чита и пише                 | 100      |
| 98  | Становништво од 15 година и више које је неписмено                                               | 2825     |
| 99  | Мушко становништво од 15 година и више које је неписмено                                         | 882      |
| 100 | Женско становништво од 15 година и више које је неписмено                                        | 1943     |
| 101 | Становништво старо 15 и више година без школовања                                                | 3140     |
| 102 | Мушко становништво старо 15 и више година без школовања                                          | 1084     |
| 103 | Женско становништво старо 15 и више година без школовања                                         | 2056     |
| 104 | Становништво старосног доба 15 и више година са непотпуним основним образовањем                  | 3879     |
| 105 | Мушко становништво старосног доба од 15 година и више са непотпуном основним образовањем         | 1646     |
| 106 | Женско становништво старосног доба 15 и више година са непотпуном основним образовањем           | 2233     |
| 107 | Становништво старо 15 и више година са комплетним основним образовањем                           | 3732     |
| 108 | Мушко становништво старо 15 година и више са комплетним основним образовањем                     | 1634     |
| 109 | Женско становништво старо 15 и више година са комплетним основним образовањем                    | 2098     |
| 110 | Становништво старосног доба 15 и више година са непотпуним средњим образовањем                   | 1689     |
| 111 | Мушко становништво старосног доба од 15 година и више са непотпуним средњим образовањем          | 863      |
| 112 | Женско становништво старосног доба од 15 година и више са непотпуним средњим образовањем         | 826      |
| 113 | Становништво старо 15 и више година са пуним секундарном образовањем                             | 5446     |
| 114 | Мушко становништво старосног доба од 15 година и више са пуним секундарном образовањем           | 2618     |
| 115 | Женско становништво старосног доба од 15 година и више са пуним секундарном образовањем          | 2828     |
| 116 | Становништво старије од 18 година са постосновним образовањем                                    | 10089    |
| 117 | Мушко становништво старије од 18 година са постосновним образовањем                              | 5253     |
| 118 | Женско становништво старије од 18 година са постосновним образовањем                             | 4836     |
| 119 | Просечна оцена школовања                                                                         | 8.34     |
| 120 | Просечан ниво образовања мушке популације                                                        | 8.93     |
| 121 | Просечан ниво образовања женског становништва                                                    | 7.83     |
| 122 | Економски активно становништво                                                                   | 17226    |
| 123 | Економски активна мушка популација                                                               | 11348    |
| 124 | Економски активна женска популација                                                              | 5878     |
| 125 | Становништво које није економски активно                                                         | 14450    |
| 126 | Мушко становништво које није економски активно                                                   | 3553     |
| 127 | Женско становништво које није економски активно                                                  | 10897    |
| 128 | Запослено становништво                                                                           | 16806    |
| 129 | Запослено мушко становништво                                                                     | 11005    |
| 130 | Запослено женско становништво                                                                    | 5801     |
| 131 | Незапослена популација                                                                           | 420      |
| 132 | Незапослена мушка популација                                                                     | 343      |
| 133 | Незапослена женска популација                                                                    | 77       |
| 134 | Становништво без права на здравствене услуге                                                     | 23055    |
| 135 | Становништво које има право на здравствене услуге                                                | 19468    |
| 136 | Становништво које има право на ИМСС                                                              | 5244     |
| 137 | Становништво које има право на социјално осигурање                                               | 3302     |
| 138 | Становништво које има право на државно социјално осигурање                                       | 405      |
| 139 | Становништво које има право на опште осигурање или здравствено осигурање за нову генерацију      | 9980     |
| 140 | Становништво које је било једном или није било у браку током 12 година и више                    | 11185    |
| 141 | Венчано или уједињено становништво од 12 година и више                                           | 17621    |
| 142 | Становништво које је било у браку или уједињено 12 година и више                                 | 3012     |
| 143 | Становништво са католичком религијом                                                             | 21474    |
| 144 | Протестанти, еванђелисти и библијски следбеници различити од еванђелиста                         | 14479    |
| 145 | Становништво са другим религијама различитим од претходних                                       | 8        |
| 146 | Становништво без религије                                                                        | 6467     |
| 147 | Укупно пописаних домаћинства                                                                     | 11231    |
| 148 | Пописна домаћинства на челу са мушкарцима                                                        | 8207     |
| 149 | Пописна домаћинства на челу са женама                                                            | 3024     |
| 150 | Становништво у пописним домаћинствима                                                            | 42665    |
| 151 | Становништво у пописним домаћинствима на челу са мушкарцима                                      | 32588    |
| 152 | Становништво у пописним домаћинствима на челу са женама                                          | 10077    |
| 153 | Укупно домаћинстава                                                                              | 13508    |
| 154 | Укупно насељених домаћинстава                                                                    | 11325    |
| 155 | Укупно приватних кућа                                                                            | 13414    |
| 156 | Насељени приватни домови                                                                         | 11231    |
| 157 | Укупно насељених приватних кућа                                                                  | 11324    |
| 158 | Ненасељене приватне куће                                                                         | 1427     |
| 159 | Појединачна домаћинства за привремену употребу                                                   | 756      |
| 160 | Становници у насељеним приватним кућама                                                          | 42665    |
| 161 | Насељеност станара у приватним становима                                                         | 3.8      |
| 162 | Просечно становника по соби у приватним насељеним домаћинствима                                  | 1.42     |
| 163 | Појединачна домаћинства са подовима од различитих материјала од земље                            | 10657    |
| 164 | Појединачна домаћинства у приземљу                                                               | 520      |
| 165 | Појединачна домаћинства са једном спаваћом собом                                                 | 6186     |
| 166 | Појединачна домаћинства са две спаваће собе и више                                               | 5009     |
| 167 | Појединачна домаћинства са једним собом                                                          | 2835     |
| 168 | Појединачна домаћинства са две собе                                                              | 2636     |
| 169 | Појединачна домаћинства са 3 собе и више                                                         | 5711     |
| 170 | Појединачна домаћинства која имају електрично светло                                             | 11105    |
| 171 | Појединачна домаћинства која немају електрично светло                                            | 92       |
| 172 | Појединачна домаћинства која имају водоводну воду у стамбеном простору                           | 9372     |
| 173 | Појединачна домаћинства која немају водоводну воду у стамбеном простору                          | 1815     |
| 174 | Појединачна домаћинства која имају тоалет                                                        | 11030    |
| 175 | Појединачна домаћинства која имају канализацију                                                  | 11026    |
| 176 | Појединачна домаћинства која немају канализацију                                                 | 146      |
| 177 | Појединачна домаћинства која имају електрично светло, довод воде из јавне мреже и канализацију   | 9256     |
| 178 | Појединачна домаћинства без икаквих услова                                                       | 326      |
| 179 | Појединачна домаћинства која имају радио                                                         | 6965     |
| 180 | Појединачна домаћинства која имају телевизор                                                     | 10115    |
| 181 | Појединачна домаћинства која имају фрижидер                                                      | 8767     |
| 182 | Појединачна домаћинства која имају машину за веш                                                 | 5394     |
| 183 | Појединачна домаћинства која имају аутомобил или комби                                           | 2276     |
| 184 | Појединачна домаћинства која имају рачунар                                                       | 1917     |
| 185 | Појединачна домаћинства која имају фиксну телефонску линију                                      | 1691     |
| 186 | Појединачна домаћинства која имају мобилни телефон                                               | 8211     |
| 187 | Појединачна домаћинства која имају приступ интернету                                             | 897      |
| 188 | Величина локације                                                                                | 9        |